# Pteronia hirsuta
Pteronia hirsuta là một loài thực vật có hoa trong họ Cúc. Loài này được L.f. miêu tả khoa học đầu tiên năm 1782.